# Gertrude Baines
Pour les articles homonymes, voir Baines.
Gertrude Baines, née le 6 avril 1894 et morte le 11 septembre 2009 à Los Angeles, est une supercentenaire américaine qui fut doyenne de l'humanité à partir du 2 janvier 2009, à l'âge de 114 ans, 8 mois et 26 jours. À sa mort, elle avait 115 ans et 158 jours.

## Biographie
Afro-américaine et fille d'anciens esclaves, elle est née à Shellman en Géorgie. Mariée très jeune, elle a eu une seule fille, Annabelle qui mourut à 18 ans de la typhoïde. 
Baines vivait au Western Convalescent Home à Jefferson Park, à Los Angeles. Elle vécut seule jusqu'à l'âge de 105 ans. Selon son médecin traitant, Mme Baines, qui fut femme de ménage, dit « devoir sa longévité au Seigneur, et au fait qu'elle n'a jamais bu, jamais fumé, ni fait de bêtises ».
En novembre 2008, Mme Baines avait fait la une des médias locaux en votant pour Barack Obama lors de l'élection présidentielle américaine de 2008. Elle avait alors expliqué qu'elle le soutenait « parce qu'il est pour les gens de couleur ». C'était la seconde fois qu'elle votait dans sa vie, la première fois étant pour John Kennedy. En dépit de son arthrite et de son incapacité à marcher, Gertrude Baines n'avait aucun problème de santé majeur,,.
Elle est décédée le 11 septembre 2009, à 7h25 (16h25, GMT+1). Elle était la dernière personne née en 1894.

## Longévité
- Le 8 octobre 2007, elle arrive dans le classement des 100 personnes les plus âgées à avoir vécu.
- Le 11 novembre 2008, elle surpasse Carrie Lazenby et devient la plus vieille personne née dans l'État de Géorgie.
- Le 26 novembre 2008, elle devient la doyenne encore vivante des États-Unis et la deuxième doyenne de l'humanité, après la mort d'Edna Parker.
- Le 2 janvier 2009, Maria de Jesus dos Santos meurt et Gertrude Baines devient la doyenne de l'humanité.
- Le 14 avril 2009, elle entre dans le classement des 25 personnes à avoir vécu le plus longtemps, pour atteindre la 13e place en septembre 2009.